# Igreja de Ferreiros
A Igreja de Ferreiros está situada na freguesia de Ferreiros em Braga.
A igreja paroquial é a reconstrução e ampliação da que Dom Diogo de Sousa mandou reformar, e dela apenas se aproveitou o arco românico e a fachada voltada a sul. Serviu durante anos de sacristia e hoje é destinada a capela fúnebre. Na sua fachada encontra-se o brasão de fé de Dom Diogo, e da primitiva construção românica vê-se também parte da platibanda do frontão.
A primeira missa foi celebrada em Setembro de 1919. 
No seu interior destaca-se o altar-mor, cujo centro é ocupado por um painel de tela pintado representando o cálice da consagração. Aos lados, em pianhas, encontram-se as imagens de Santa Maria de Ferreiros e São José. Mais dois altares, estes colocados no corpo da igreja, veem-se as imagens do Sagrado Coração de Jesus e Santo André, ladeados por imagens de santos como São Sebastião e outros.